# Falcó llaner
El falcó llaner o borní a les Balears (Falco biarmicus) és un ocell rapinyaire de la família dels falcònids (Falconidae) d'aspecte semblant al falcó pelegrí. Es troba al mediterrani central i oriental, a l'Àfrica i al pròxim orient. El seu estat de conservació es considera de risc mínim.

## Descripció
És un falcó de bona grandària, amb 43-50 cm de longitud i una envergadura de 95-105 cm. La raça europea (Falco biarmicus feldeggi) és de color gris pissarra o gris marró per sobre, mentre la majoria de les subespècies africanes són d'un gris blavós pàl·lid per la mateixa zona. Per sota són blancs, més o menys barrats o clapejats de fosc.
Al cap fines bigoteres. Marró clar al clatell.
Sexes similars.

## Hàbitat i distribució
Habita sabanes, deserts i en general zones obertes de gairebé tot l'Àfrica subsahariana a excepció de les zones forestals del centre i l'oest. A l'àrea mediterrània, Marroc, Tunis, Egipte, i Europa mediterrània, des d'Itàlia, Sicília, els Balcans i Grècia, incloent moltes illes. Turquia, Pròxim Orient, nord d'Iraq, nord-oest de l'Iran, Armènia, Azerbaidjan i Aràbia.

## Alimentació
Menja principalment ocells petits i mitjans, però també ratpenats, rosegadors, llangardaixos i insectes.

## Reproducció
Aprofita els nius de còrvids o altres ocells, a arbres, roques o altres llocs, on pon 3-4 ous.

## Llista de subespècies
Se n'han descrit 5 races d'aquesta espècie.
- Falco biarmicus abyssinicus, Neumann 1904. Zona septentrional de l'Àfrica subsahariana.
- Falco biarmicus biarmicus, Temminck 1825. Àfrica austral.
- Falco biarmicus erlangeri, Kleinschmidt,O 1901. Àfrica nord-occidental.
- Falco biarmicus feldeggii, Schlegel 1843. Zona europea, fins a l'Azerbaidjan i Líban.
- Falco biarmicus tanypterus, Schlegel 1843. Àfrica nord-oriental i Orient mitjà.